# St. James’s (Westminster)
St. James’s ist ein zentraler Bezirk der City of Westminster in London und zählt zum West End. Diese Gegend war einst Teil der nordwestlichen Gärten und Parks des St James’s Palace. Im Zuge der Stuart-Restauration im 17. Jahrhundert entwickelte sich die Region zu einem Wohnstandort für die britische Aristokratie und war im 19. Jahrhundert der Fokus ihrerseits für die Entwicklung ihrer Gentlemen’s Clubs. Einst in dem Pfarrbezirk St. Martin in the Fields miteinbegriffen, formte er in dem Zeitraum von 1685 bis 1922 einen großen Teil den Pfarrbezirks St. James. Seit dem Zweiten Weltkrieg hat sich die Gegend von einer Wohngegend zu einem Gewerbegebiet gewandelt.
St. James’s grenzt im Norden an Piccadilly und Mayfair, im Westen an Green Park, im Süden an The Mall und St. James’s Park sowie im Osten an Haymarket.

## Toponymie
Der Name der Region leitet sich von der Widmung an Jakobus, Sohn des Alphäus (englischer Name: Saint James the Less) seitens eines Lepra-Krankenhauses im zwölften Jahrhundert ab. Aufgrund der historischen Präsenz von Gentlemen’s Club wurde die Gegend als „Clubland“ bekannt.
Der Abschnitt der Regent Street (umgangssprachlich als „Lower Regent Street“ bekannt), welcher zwischen Waterlook Palace und Piccadilly Circus verläuft, wurde offiziell in „Regent Street St. James’s“ umbenannt.

## Stadtentwicklung
St. James’s war einst Teil desselben königlichen Parks wie Green Park und St. James’s Park. In den 1660ern verlieh Karl II das Recht die Gegend zu entwickeln an Henry Jermyn, den ersten Earl von St. Albans, welcher das Gebiet in eine vorwiegend von Aristokraten bevölkerte Wohngegend verwandelte, welche ein Straßennetz mit dem St. James’s Square als Mittelpunkt bildete. Bis hin zum Zweiten Weltkrieg blieb St. James’s eine der exklusivsten Wohngegenden Londons. Nennenswerte Gebäude umfassen St James’s Palace, Clarence House, Marlborough House, Lancaster House, Spencer House, Schomberg House, Norfolk House und Bridgewater House.

## Regierung

### Historisch
St. James’s war Teil der alten Pfarrgemeinde St. Martin in the Fields der ehemaligen Kommunalverwaltung Liberty of Westminster. Es wurden in 1664, 1668 und 1670 Versuche unternommen, St. James’s von der Pfarrgemeinde zu trennen. Dies wurde jedoch von der Sakristei St. Martin abgelehnt.
Der Bau der St. James’s Church im Stadtteil Piccadilly im Jahre 1684 erzwang das Trennen von St. James’s von seiner bisherigen Pfarrgemeinde, was 1685 innerhalb der Kommunalverwaltung Liberty of Westminster zur Gründung einer neuen Pfarrgemeinde St. James führte. Die Pfarrgemeinde erstreckte sich von der Oxford Street im Norden bis hin zu Pall Mall im Süden. Dies entspricht in etwa dem gegenwärtigen Gebiet St. James’s, reichte jedoch auch in Soho und Mayfair hinein. Das Gebiet südlich von Pall Mall verblieb in der Pfarrgemeinde St. Martin in the Fields und der St. James’s Park wurde zwischen den Pfarrgemeinden St. Martin und St. Margaret aufgeteilt. St. James’s war ein außerpfarrlicher Bereich und somit keiner Pfarrgemeinde zugeordnet. Für die neue Pfarrgemeinde wurde eine eigene Sakristei erschaffen.

### Kommunalverwaltung
Bei den Wahlen des Westminster City Councils wird die Region zum Wahlbezirk St. James’s gezählt. Dieser Wahlbezirk umfasst Covent Garden, Strand, Westminster sowie einen Teil von Mayfair und wählt drei Stadträte.

## Nennenswerte Straßen
Nennenswerte Straßen umfassen:

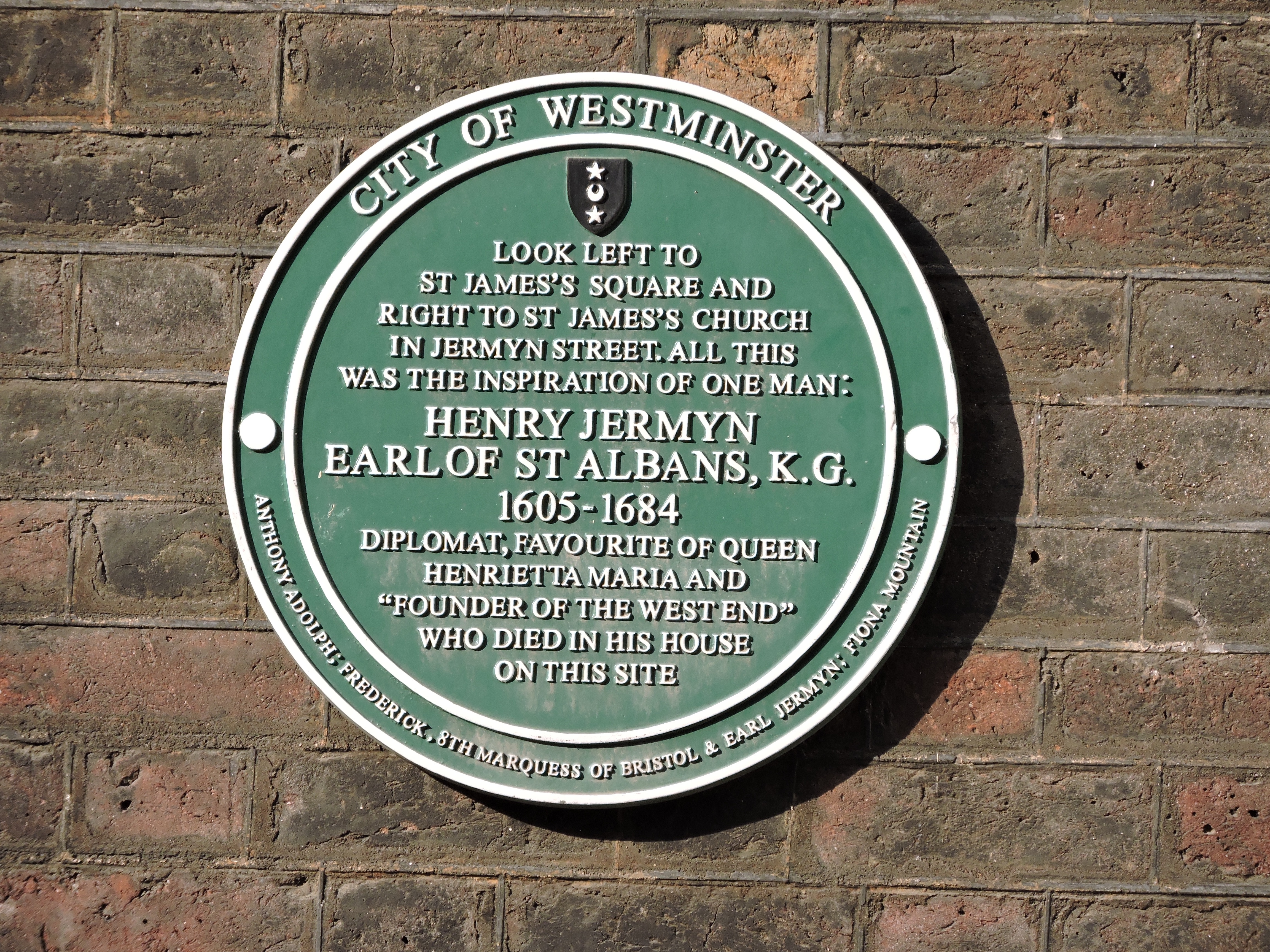
Eine grüne Gedenktafel für Henry Jermyn, Earl von St. Albans, (1605–1684) in der Duke of York Street, London SW1 im Bezirk City of Westminster

- St. James’s Square, welche viele der ursprünglichen Häuser enthält, die heutzutage jedoch meistens als Büroräume genutzt werden. Auch die London Library ist hier ansässig.
- Jermyn Street, eine gehobene Einkaufsstraße, die vor allem für ihre maßgeschneiderten Hemdenmacher und Geschäfte bekannt ist, die feinste Herrenbekleidung anbieten.
- Pall Mall, welche viele Gentlemen’s Clubs Londons beherbergt. Auch das Marlborough House, der Sitz des Commonwealth Secretariat und das Regierungsbüro Québecs in London sind hier zu finden.
- Crown Passage, eine schmale Straße, welche gegenüber vom Marlborough House von Pall Mall abzweigt. Hier ist einer der ältesten noch geöffneten Pubs in Londons West End zu finden: Red Lion[4]
- Haymarket galt als eine der meist bekannten Zentren der Prostitution; eine Vergangenheit, von der heute keine Spuren übrig sind. Hier sind zwei historische Theater zu finden, zum einen das Haymarket Theatre und zum anderen das His Majesty’s Theatre.
- Carlton House Terrace sind ein Paar großer Reihenhäuser, welche von John Nash entworfen wurden und den St. James’s Park überblicken.
- St James’s Street, welche von Piccadilly zum St. James’s Palace führt

## Etymologien von Straßennamen
Im Folgenden werden die allgemein akzeptierten Grenzen von St. James verwendet: Piccadilly im Norden, Haymarket und Cockspur Street im Osten, The Mall im Süden sowie Queen’s Walk im Westen.
- St Alban’s Street – benannt nach Henry Jermyn, dem ersten Earl von Saint Albans, einem Politiker und regionalen Grundbesitzer im 17. Jahrhundert
- Angel Court – vermutlich nach einer gleichnamigen Pension benannt
- Apple Tree Yard – vermutlich nach den Apfelbäumen benannt, die früher hier zu finden waren, ehemals Angier Street
- Arlington Street – benannt nach Henry Bennet, dem ersten Earl von Arlington, einem Staatsmann und regionalen Grundbesitzer im 17. Jahrhundert
- Babmaes Street – nach dem Baptisten May (oder Mays) bekannt, einem Treuhänder des regionalen Grundbesitzers Henry Jermyns, dem ersten Earl von Saint Albans; sie war früher als Babmay's Mews bekannt
- Bennet Street – benannt nach Henry Bennet, dem ersten Earl von Arlington, einem Staatsmann und regionalen Grundbesitzer im 17. Jahrhundert
- Blue Ball Yard – benannt nach der ehemaligen Blew Ball Taverne, die hier im 18. Jahrhundert zu finden war
- Bury Street – benannt nach Henry Jermyn, dem ersten Earl von Saint Albans sowie auch dem Baron Jermyn von St Edmundsbury (Bury St. Edmunds), einem Politiker und regionalen Grundbesitzer
- Carlton Gardens, Carlton Street and Carlton House Terrace – nach dem ehemaligen Carlton House, welches hier im Jahre 1709 für Henry Boyle erbaut wurde, dem ersten Baron von Carleton
- Catherine Wheel Yard – benannt nach der gleichnamigen Pension, die hier bis 1895, als sie niederbrannte, zu finden war
- Charing Cross – benannt nach dem Eleanor Cross bei Charing, aus dem alt-englischen Begriff „cierring“, welches sich auf eine Kurve in der Themse bezieht
- Charles II Street – benannt nach König Karl II., welcher regierte als die Straße gebaut wurde
- Church Place – benannt nach der naheliegenden St James’s Church, Piccadilly; ehemals Church Passage
- Cleveland Place and Cleveland Row – benannt nach dem Cleveland House (nun Bridgewater House), welches nach Barbara Palmer, der ersten Herzogin von Cleveland, benannt wurde, welche im späten 17. Jahrhundert hier lebte
- Cockspur Court and Cockspur Street – unbekannt, jedoch ist es möglich, dass hier früher Hahnenkämpfe stattfanden und die Hähne während der Kämpfe oft Sporen an den Füßen trugen
- Crown Passage – vermutlich nach einer ehemaligen gleichnamigen Taverne benannt
- Duke Street, St James’s and Duke of York Street – benannt nach James II., dem Herzog von York als die Straße gebaut wurde sowie der Bruder des damaligen Königs Karl II.
- Eagle Place
- Haymarket – ehemaliger Standort eines Marktes, der bis in die 1830er Jahre Heu verkaufte
- St James’s Market, St James’s Place, St. James’s Square, St James’s Street and Little St James’s Street – alle nach dem St. James’s Palace benannt, welches auf dem Gebiet eines mittelalterlichen Lepra-Krankenhauses gebaut wurde. Das genannte ehemalige Krankenhaus war Jakobus, Sohn des Alphäus oder, laut einem Beitrag von Sheila Fairfield in „The Streets of London (1983)“ einem anderen Apostel, Jakobus dem Älteren, gewidmet
- Jermyn Street – benannt nach Henry Jermyn, dem ersten Earl von Saint Albans, einem Politiker und regionalen Grundbesitzer im 17. Jahrhundert
- King Street – benannt nach Karl II., welcher als König regierte, während diese Straße in den 1600er Jahren gebaut wurde
- The Mall – als Anlage für das Spielen von Paille-Maille erbaut, welches im 17. Jahrhundert Trend war
- Marlborough Road – nach dem angrenzenden Marlborough House, welches im Jahre 1711 für Sarah Churchill, die Herzogin von Marlborough erbaut wurde
- Mason’s Yard – benannt nach Henry Mason, einem lokalen Gastwirt im 18. Jahrhundert, ehemals als West Stable Yard bekannt
- Norris Street – benannt nach Godfrey Norris, einem lokalen Pächter im 17. Jahrhundert
- Ormond Yard – benannt nach James Butler, dem ersten Herzog von Ormonde, welcher im 17. Jahrhundert ein Haus neben diesem Hof besaß
- Pall Mall and Pall Mall Place – im 17. Jahrhundert als Anlage zum Spielen von Paille-Maille errichtet
- Park Place – nach dem angrenzenden Green Park benannt
- Piccadilly, Piccadilly Arcade and Piccadilly Circus – benannt nach Piccadilly Hall, dem Haus des lokalen Schneiders Robert Baker im 17. Jahrhundert. Es wird vermutet, dass es nach Piccadills (geschnittener Spitzenbesatz, der für Säume oder modische breite Kragen des 16. und 17. Jahrhunderts) benannt wurde, welche ihm zum Reichtum verhalfen. Circus ist ein britischer Begriff für einen Kreisverkehr älteren Stils, welcher von John Nash in 1819 angelegt wurde
- Pickering Place – benannt nach William Pickering, einem lokalen Maler, Färber und Lebensmittelhändler, welcher hier in den 1730er Jahren Grundstücke pachtete
- Princes Arcade – 1929–1933 erbaut, nach dem ehemaligen Prince’s Hotel benannt, welches einst hier stand
- Princes Place
- Queen’s Walk – benannt nach Caroline von Ansbach, der Frau von George II., welche sich sehr für die königlichen Parkanlagen interessierte
- Regent Street – in den 1810er Jahren von John Nash erbaut und nach dem Prinzregent, dem späteren George IV. benannt
- Rose and Crown Yard – unbekannt, vermutlich nach einer ehemaligen Pension mit dem gleichen Namen
- Royal Opera Arcade – einst Teil eines von John Nash errichteten Opernhaus-Theaters
- Russell Court – nach der Russell-Familie benannt, die hier in den 1600er Jahren lebte
- Ryder Court, Ryder Street and Ryder Yard – benannt nach Richard Rider, dem Tischlermeister von Karl II.
- Spring Gardens – nach dem gleichnamigen Vergnügungspark aus dem 17. Jahrhundert, der sich früher an dieser Stelle befand; er wurde 1660 geschlossen
- Stable Yard and Stable Yard Road – so genannt, da sie zu den Ställen des St. James’s Palace führten
- Warwick House Street – führte einst zum Warwick House, welches im 17. Jahrhundert für Sir Philip Warwick errichtet wurde
- Waterloo Place – benannt nach der Schlacht bei Waterloo, welche die napoleonischen Kriege beendete

## Wirtschaft
St James’s ist vorwiegend ein Gewerbegebiet mit einigen der höchsten Mietpreise in London und somit der ganzen Welt. Das Auktionshaus Christie’s befindet sich in der King Street und die umliegenden Straßen beheimaten viele gehobene Kunst- und Antiquitätenhändler, darunter Colnaghi, Agnew’s Gallery, Moretti Fine Art, Hazlit, Gooden & Fox, Stoppenbach & Delestre Ltd., The Sladmore Gallery und S. Frases Ltd.
Die Firma BP hat ihren Hauptsitz in St. James’s.
Auch Feinweinhändler wie Berry Brothers and Rudd sind in der St. James’s Street 3 zu finden. Die angrenzende Jermyn Street ist für das Schneidern bekannt. Einige berühmte Zigarrenhändler sind Davidoff of London in der St. James’s Street 35, J. J. Fox in der St. James’s Street 19 sowie Dunhill in der Jermyn St. 50.
Der Schuhmacher Wildsmith, der Designer des ersten Halbschuhs, befand sich einst in der Duke Street 41, ist heutzutage jedoch in der Savile Row 13 zu finden.

## Kultur

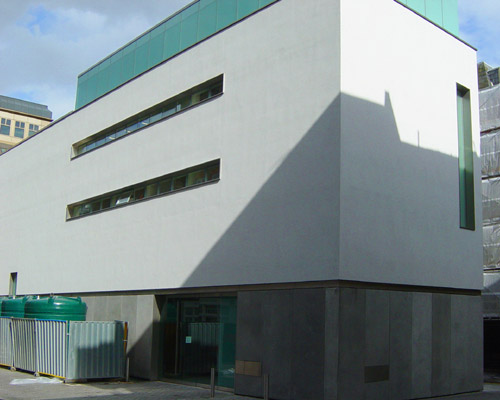
White Cube Galerie in Mason’s Yard, St James’s

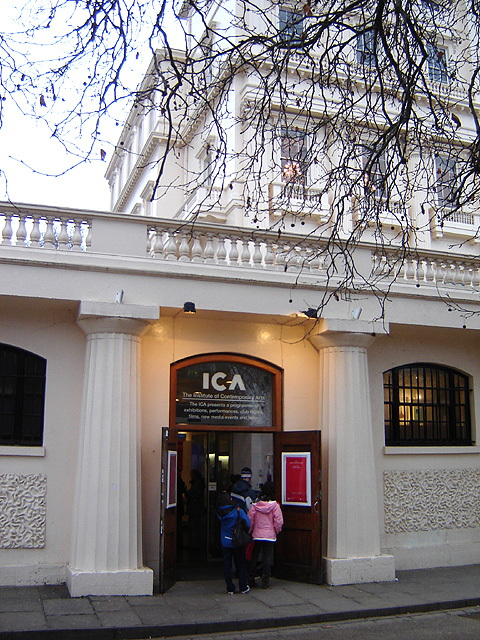
Institute of Contemporary Arts

Kunstgalerien, die verschiedene Geschmäcker ansprechen, sind in der Gegend zu finden.
Die White Cube Galerie, das Damien Hirst und Tracey Emin vertritt, eröffnete in der Duke Street bevor sie zum Hoxton Square umzog.
Im September 2006 wurde eine zweite Kunstgalerie in Mason’s Yard 25–26, in der Nähe der Duke Street, eröffnet. Zuvor wurde das Grundstück von einem Umspannwerk belegt. Die Galerie ist seit mehr als 30 Jahren das erste freistehende Gebäude, welches in der Gegend erbaut wurde.
Andere nennenswerte moderne und zeitgenössische Kunsthändler in der Region St. James’s umfassen, Helly Nahmad Gallery, Paisnel Gallery, Bernard Jacobson Gallery, Thomas Dane, Whitford Fine Art sowie Panter & Hall.
An der Südgrenze von St. James’s befindet sich The Mall, wo das Institute of Contemporary Arts und die Mall Galleries zu finden sind.

### Clubland
St. James’s beheimatet viele der bekanntesten Gentlemen’s Clubs in London und wird manchmal, auch wenn nicht in dem ehemaligen Ausmaß, als „Clubland“ bezeichnet. Die genannten Clubs sind Organisationen der englischen High Society. Verschiedene Gruppen halten hier ihre Treffen ab, darunter Militäroffiziere, Politiker, Autobegeisterte, Segler und andere. 1990 wurde der Carlton Club, ein traditioneller Treffpunkt für Mitglieder der Conservative Party, von einer IRA-Bombe getroffen.